# Jifarong
Jifarong är en ort i Gambia. Den ligger i regionen Lower River, i den sydvästra delen av landet, 80 km öster om huvudstaden Banjul. Antalet invånare var 1 251 vid folkräkningen 2013.